# Тонін
Тонін (пол. Tonin) — село в Польщі, у гміні Сошно Семполенського повіту Куявсько-Поморського воєводства.
Населення — 249 осіб (2011).
У 1975-1998 роках село належало до Бидгощського воєводства.

## Демографія
Демографічна структура станом на 31 березня 2011 року:
|          | Загалом | Допрацездатний вік | Працездатний вік | Постпрацездатний вік |
| -------- | ------- | ------------------ | ---------------- | -------------------- |
| Чоловіки | 124     | 23                 | 85               | 16                   |
| Жінки    | 125     | 30                 | 71               | 24                   |
| Разом    | 249     | 53                 | 156              | 40                   |